# Циклосиликат циркония-натрия
Циклосиликат циркония натрия - лекарственный препарат для лечения гиперкалиемии. Одобрен для применения: США (2018).

## Механизм действия

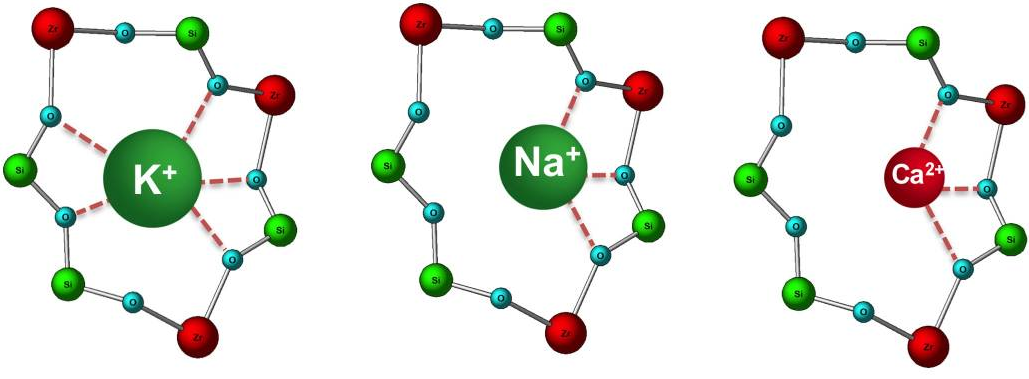
ZS-9 (K⁺, Na⁺, Ca²⁺).

Не абсорбируется и связывает ионы калия в ЖКТ.

## Показания
Гиперкалиемия. Заметное снижение уровня калия в крови наблюдается через 1 ч. после введения. Принимать другие препараты следует за 2 ч. до или 2 ч. после приёма препарата.

## Противопоказания
Противопоказаний нет.